# HD199443
HD199443 — хімічно пекулярна зоря спектрального класу A3, що має видиму зоряну величину в смузі V приблизно  5,9.
Вона  розташована на відстані близько 185,5 світлових років від Сонця.

## Фізичні характеристики
Зоря HD199443 обертається 
досить швидко 
навколо своєї осі. Проєкція її екваторіальної швидкості на промінь зору становить  Vsin(i)= 89км/сек.